# FC 가리야
FC 가리야(FC刈谷)는 일본 아이치현 가리야시와 오부시를 연고지로 하는 일본의 축구단이다. 프로 구단이 되는 것을 목표로 하고 있으며, 2022년 시즌부터 일본 축구 리그에서 강등된 후 현재 일본 지역 리그의 일부인 도카이 성인 축구 리그에서 뛰고 있다.

## 선수 명단

### 현역
참고: FIFA 자격 규정에 따라 소속된 국가대표팀 국기를 표시합니다. 선수는 복수의 FIFA 비회원국 국적을 가지고 있을 수 있습니다.
| 번호 | 포지션 | 국적 | 이름            |
| ---- | ------ | ---- | --------------- |
| 3    | DF     |      | 모니와 데루유키 |

| 번호 | 포지션 | 국적 | 이름 |
| ---- | ------ | ---- | ---- |